# 김극일 (1890년)
김극일(金極一, 1890년 4월 9일 ~ ?)은 일제강점기의 경찰 출신 관료이다.

## 생애
본적지는 평안북도 의주군이다. 본관은 안산 김씨이다. 안창호가 세운 평양의 대성중학교를 1909년에 졸업하고, 고향에 돌아가 교원으로 근무한 지식인이었다.
한일 병합 조약 체결 직전인 1910년 2월에 평북 신의주경찰서 순사가 되면서 경찰계에 발을 들여놓았다. 한일합방과 함께 조선총독부 소속의 순사로 소속이 바뀌었다. 1914년에는 조선판임문관시험에 합격하였고, 1916년에는 경부로 승진했다.
1917년부터 3년간 신의주경찰서에서 경부로 근무했는데, 3·1 운동을 전후한 이 시기에 신의주 지역은 독립운동 자금을 모집하기 위해 독립운동가들이 자주 드나들던 지역이었다. 김극일은 1920년 대한독립단의 장지흥을 속여서 암살한 뒤 시신은 압록강 얼음물 속에 던져 버리는 등, 독립운동가 체포와 살해에 많은 공을 세웠다.
신민회 출신의 홍성익이 중병으로 병원에 입원하자 가짜 편지로 대한민국 임시정부 연락기관원 여러 명을 더 유인해 모두 체포하였고, 홍성익은 결국 검거 직후 신의주 형무소에서 옥사한 일도 있었다. 이에 임시정부의 기관지인 《독립신문》은 김극일이 극악하고 치가 떨리는 인물이며 반드시 처단되어야 한다고 표현한 바 있다.
1921년에는 평북경찰서와 의주경찰서 경부로 잠시 발령 받았다가, 곧 경남순사교습소장 겸 경남경찰부 고등과 및 보안과 경시로 승진했다. 이후 1927년까지 부산경찰서와 경남경찰부, 강원도경찰부 보안과 경시를 지냈다.
1927년에 16년 간의 경찰 생활을 마치고, 강원도 김화군 군수로 발령받아 관료로 전직했다. 1928년 양양군 군수, 1930년 인제군 군수로 강원도 지역에서 군수직을 지내다가 1931년 정6위에 서위되고 퇴관했다.
1912년에 순사 신분으로 한국병합기념장을 받았고, 인제군수였던 1930년에는 훈6등 서보장을 받았다.
광복 후 발간된 《반민자죄상기》라는 책에는 “3·1 운동 당시 수많은 애국자를 살상”한 악의 화신이라고 적혀 있다. 반민족행위처벌법이 발효되어 1949년 “왜경의 원로”로서 반민특위에 체포되었으나, 반민특위 활동 무산으로 처벌받지는 않았다.

## 사후
2002년 공개된 친일파 708인 명단 중 경시와 애국자 살상자 부문에 선정되었다. 2008년에 민족문제연구소가 발표한 친일인명사전 수록예정자 명단 중에는 관료와 경찰 부문에 들어 있다. 2007년 대한민국 친일반민족행위진상규명위원회도 친일반민족행위 195인 명단에 포함시켰다.

## 참고자료
- 친일반민족행위진상규명위원회 (2007년 12월). 〈김극일〉 (PDF). 《2007년도 조사보고서 II - 친일반민족행위결정이유서》. 서울. 1359~1370쪽쪽. 발간등록번호 11-1560010-0000002-10. [깨진 링크(과거 내용 찾기)]
- 장지흥 : 독립유공자 공훈록 - 국가보훈처
- 홍성익 : 독립유공자 공훈록 - 국가보훈처